# Caius Antonius Hybrida
Caius Antonius Hybrida est un homme politique de la fin de la République romaine, consul aux côtés de Cicéron, en l'an 63 av. J.-C., année de la conjuration de Catilina. Il est l'oncle de Marc Antoine.

## Famille
Il est le second fils de Marcus Antonius Orator, le frère de Marcus Antonius Creticus, et a une sœur Antonia. On ne connaît pas sa mère.
Il a pour neveu Marc Antoine, ainsi que Caius et Lucius Antonius.
Caius épouse une noble dont le nom est inconnu, qui lui donne deux filles :
- Antonia Hybrida Major (bg), épouse du tribun Lucius Caninius Gallus (en)[1] ;
- Antonia Hybrida Minor, seconde épouse de son cousin Marc Antoine[1].

Des mariages de ses filles, il a deux petits-enfants :
- Lucius Caninius Gallus, consul en 37 av. J.-C. ;
- Antonia de Trallès (dite aussi « Antonia Evergète »), mère de Pythodoris de Trallès, souveraine du royaume du Pont.

## Biographie
Quintus Tullius Cicero, frère de Cicéron, fait de lui un portrait assassin, l'accusant de couardise, de grivèlerie, et même d'entretenir une maîtresse tirée de la prison des esclaves.
Il commence sa carrière militaire comme légat commandant la cavalerie de Lucius Cornelius Sulla lors des guerres contre Mithridate VI. Après le retour de Sylla à Rome, Caius demeure en Grèce avec un contingent de cavalerie. Censé maintenir la paix et l’ordre, il finit par piller le pays et par mettre à sac plusieurs temples et lieux sacrés. Des soupçons d’atrocités commises contre la population, dont la torture, lui valent son surnom « Hybrida » (alliance d'une truie et d'un sanglier selon Pline l'Ancien, ou bien dérivation du grec « Hybris », excès, violence).
En 76 av. J.-C., il est mis en accusation pour ses exactions par le jeune Jules César, mais échappe à une condamnation en faisant appel aux tribuns de la plèbe, prétextant ne pouvoir plaider à Rome et sous serment de façon équitable face à un Grec,. En 70 av. J.-C., il est exclu du Sénat par les censeurs,, pour ses atrocités commises en Grèce.
Malgré sa réputation, il est élu tribun en 68 av. J.-C., ce qui lui permet de réintégrer le Sénat, puis préteur en 66 av. J.-C. avec Cicéron, et finalement consul également avec Cicéron en 63 av. J.-C.,. Il appuie secrètement Lucius Sergius Catilina, mais Cicéron le fait passer de son côté en lui promettant le proconsulat de la riche province de Macédoine, qui avait été assigné à Cicéron,. Lorsque la conjuration de Catilina est démasquée, Caius doit en tant que consul commander une armée en Étrurie contre Catilina, mais prétextant une opportune crise de goutte, il cède la direction de la bataille au légat Marcus Petreius. Ceci ne l'empêche pas ensuite de recevoir le titre d'imperator pour cette victoire,.
Il part ensuite en Macédoine, où il se rend si détestable par son oppression et ses extorsions envers la population, qu’il doit quitter cette province. En 59 av. J.-C., Caius est accusé à Rome d’avoir pris part à la conjuration de Catilina, et d’extorsion financière dans sa province. César et Pompée soupçonnèrent Cicéron de s'être entendu avec Caius pour partager le fruit de ses pillages. La défense de Caius par Cicéron deux ans auparavant pour soutenir la proposition de son rappel, ainsi que lors de son procès, accroissent les soupçons. Malgré la défense de Cicéron, Caius est condamné et s’exile dans l'île de Céphalonie,.
Il semble que César l’ait rappelé, sans que son neveu n'intervienne, car il participe aux réunions du Sénat en 44 av. J.-C. et est censeur en 42 av. J.-C. avec Publius Sulpicius Quirinius grâce cette fois ci au soutien de Marc Antoine.